# Augustin Vlček
Augustin Vlček (27. července 1865 Praha – 9. dubna 1934 Praha) byl český malíř portrétů a restaurátor.

## Život
V první polovině osmdesátých let studoval na pražské Akademii u Antonína Lhoty a Františka Čermáka. Poté pokračoval na mnichovské Akademii u Caspara Hertericha a Otto Seitze. Studia ukončil po roce 1894 v Praze u Václava Brožíka.

## Dílo
Maloval portréty v duchu dobového secesního akademismu, figurální scény, zátiší a biblické výjevy. Věnoval se restaurování obrazů a napsal několik článků o zásadách správného restaurování. Na přelomu století byl považován v tomto oboru za významného specialistu.

### Známá díla
- Spící františkán, 1885, Národní galerie v Praze, odkaz Josefa Hlávky
- Stojící žena, 1896, Národní galerie v Praze, odkaz Josefa Hlávky[2]
- Portrét Antonína Friče, 1902[3]
- Kopie portrétu Josefa Hlávky od Václava Brožíka, která byla určena pro Hlávkův zámek v Lužanech (1913)[4]

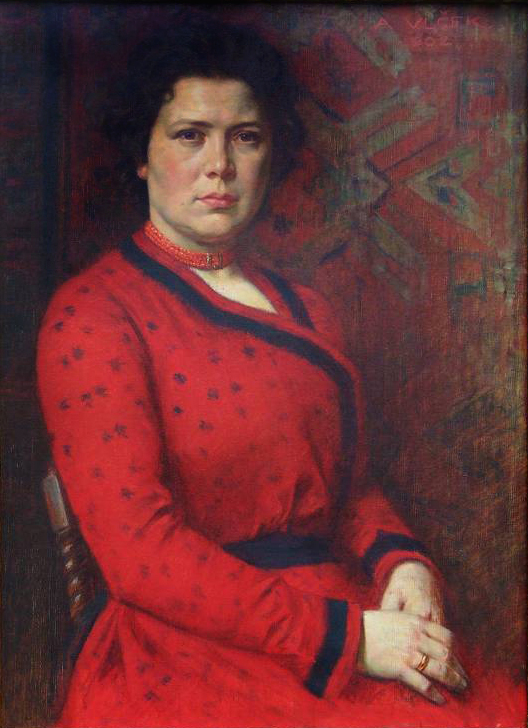
Bronislava Herbenová, 1902
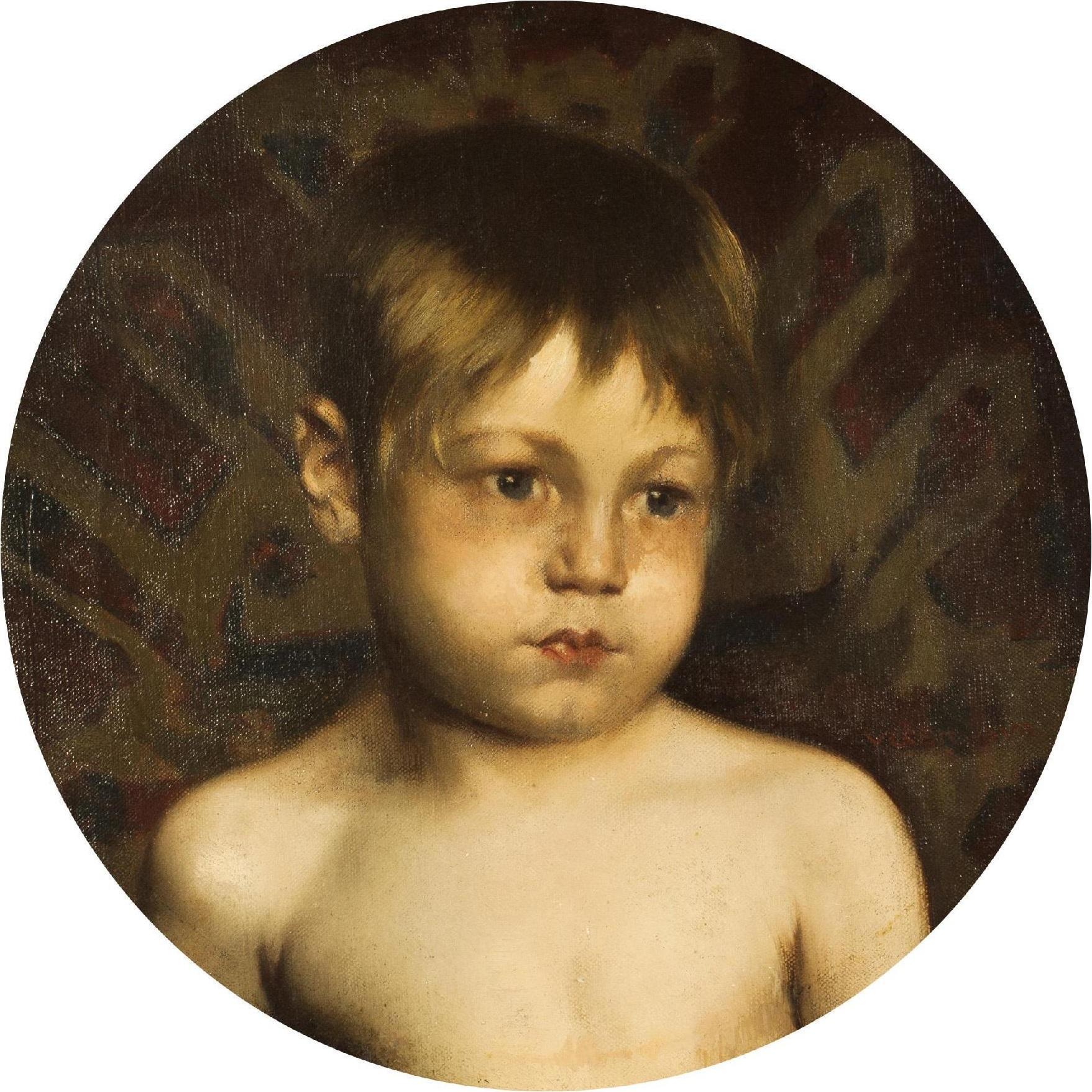
Hlava chlapce
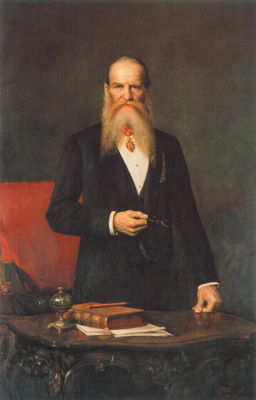
Portrét Josefa Hlávky (kopie obrazu od Václava Brožíka) 1913
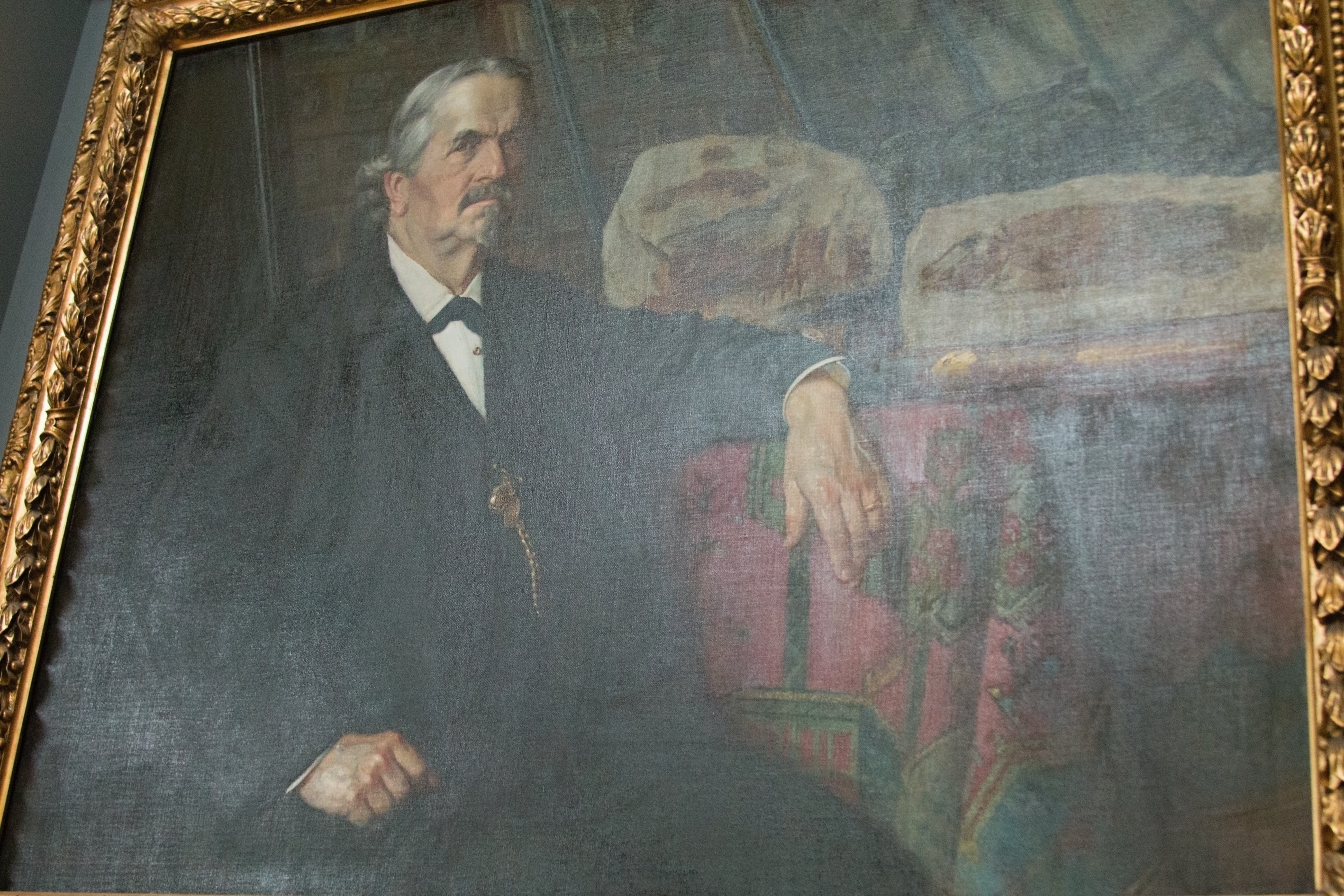
Portrét Antonína Friče, 1902